# Place Mihai Viteazul
La place Mihai Viteazul (en roumain : Piața Mihai Viteazu) est l'une des principales places de Cluj-Napoca. 

## Situation et accès

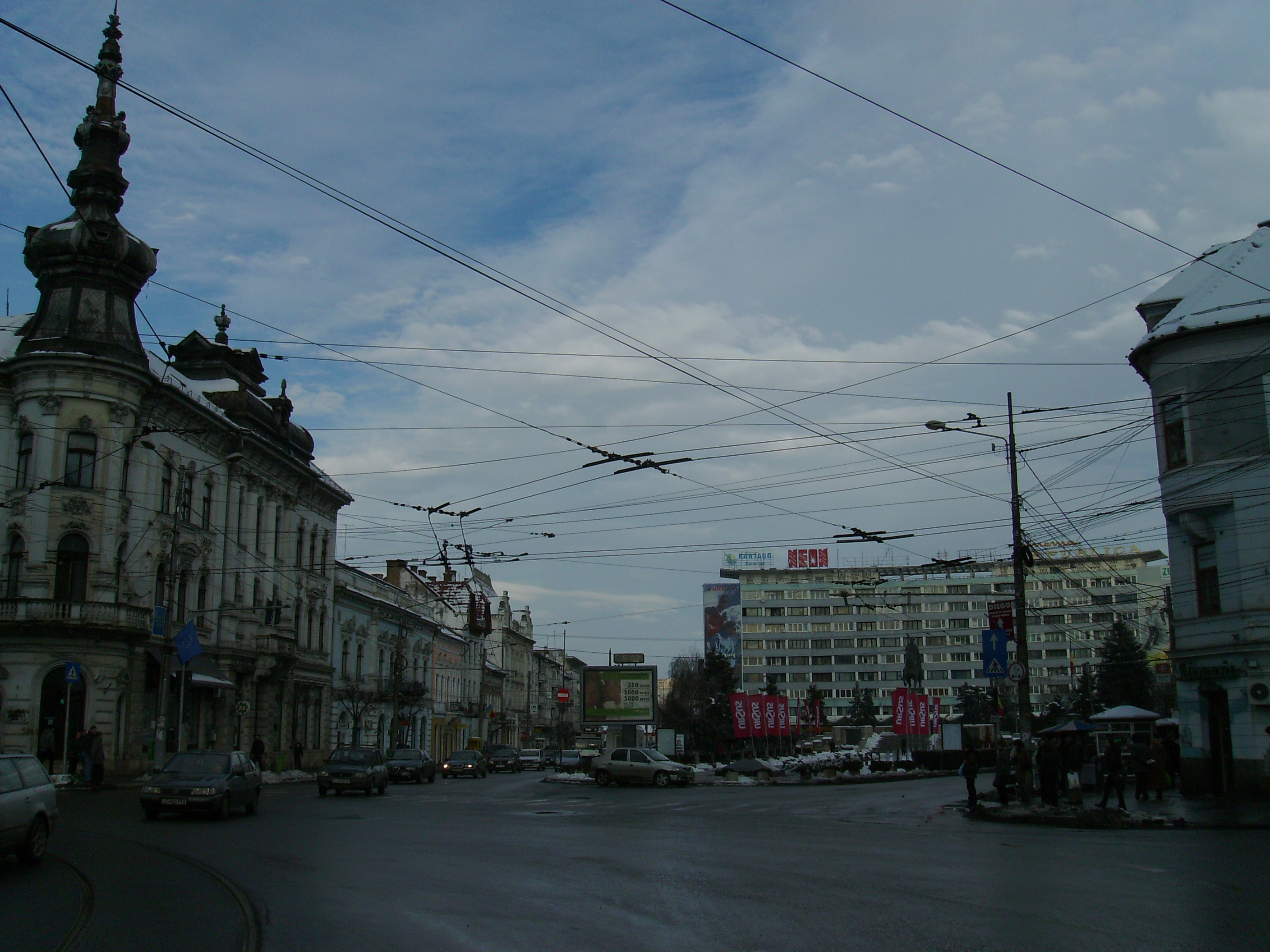
Vue intégrale de la place

Elle est située du côté nord du centre-ville, entre les remparts de la deuxième enceinte (qui, à l'époque, venaient d'être démolis) et la rivière Someșul Mic.

## Origine du nom
Elle tient son nom de Michel Ier le Brave, appelé en roumain Mihai Viteazu.

## Historique
Cette place qui a été aménagée dans la seconde moitié du XIXᵉ siècle, s'appelait « Szechenyi Istvan » jusqu'en 1919, date à laquelle elle fut renommée « place Mihai Viteazul ».
À la fin du XIXe siècle dans cette place il y avait le principal marché de la ville. Ce marché était desservi par un chemin de fer. À la suite d'une série d'accidents, le chemin de fer a été démantelé en 1902. Dans les années 1950, les autorités communistes ont démoli plusieurs maisons de cette place afin d'ériger quelques HLM, dont celui qui abrite le Cinéma Republica et celui de la Hala Agroalimentară.

## Bâtiments remarquables et lieux de mémoire

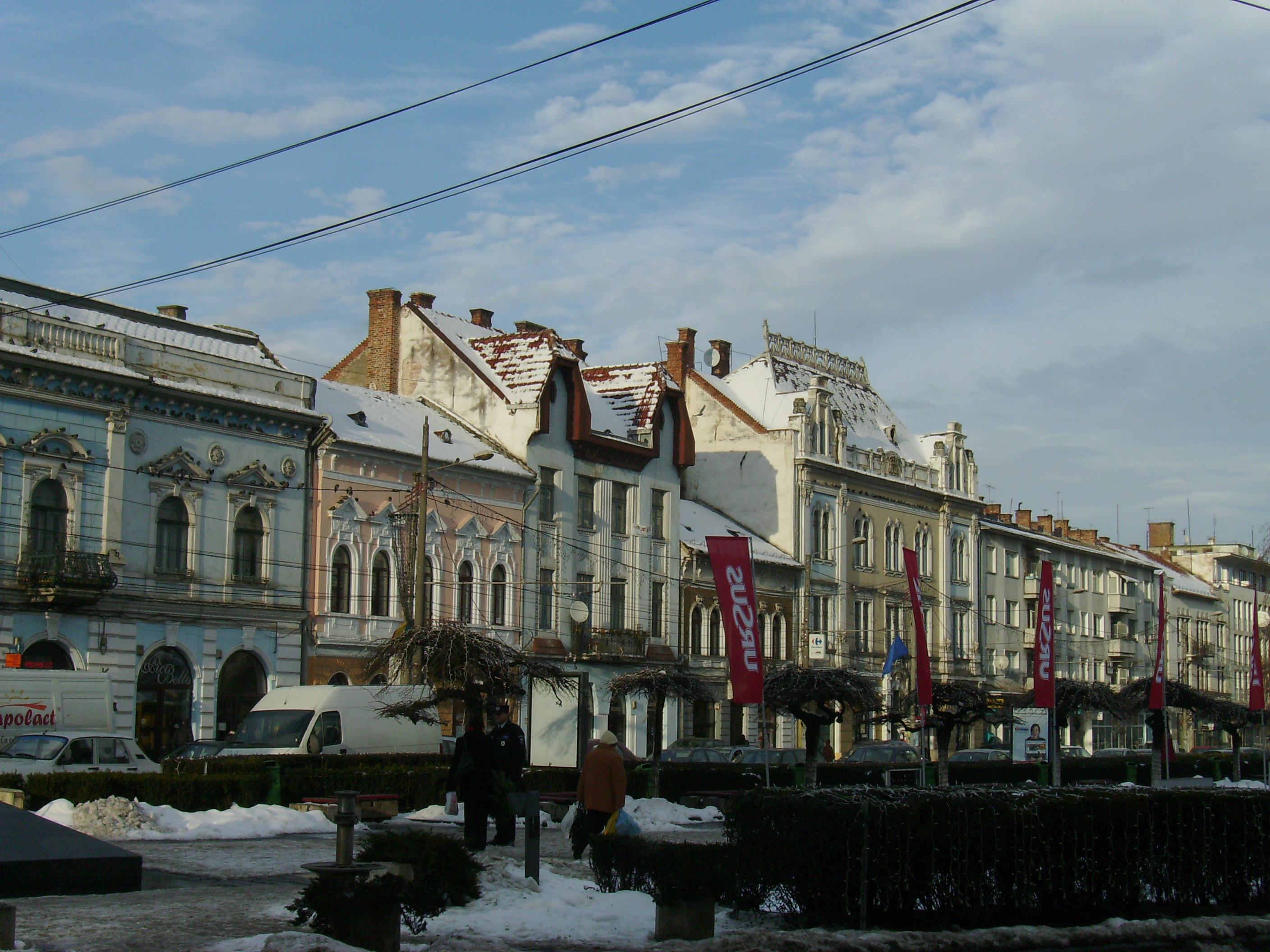
Côté nord de Piata Mihai Viteazul

- Palais Széki
- Palais Babos

Édifices à proximité immédiate:
- Palais Berde
- Palais Elian
- Palais Urania